# 남북전 (축구)
남북전(南北戰)은 한반도에 위치한 대한민국과 조선민주주의인민공화국 간의 축구 더비이다. 한반도 더비로도 불린다.

## 역대 경기

### 성인 대표팀
| #  | 일자             | 대한민국               | 결과 | 조선민주주의인민공화국 | 대회                                       | 장소                              | 최종 승부패 결과 |
| -- | ---------------- | ---------------------- | ---- | ---------------------- | ------------------------------------------ | --------------------------------- | ---------------- |
| 1  | 1978년 12월 20일 |                        | 0-0  |                        | 1978년 아시안 게임 축구 결승전             | 방콕                              | 무               |
| 2  | 1980년 9월 29일  | 정해원(2)              | 2-1  | 박종헌                 | 1980년 AFC 아시안컵 준결승                 | 쿠웨이트시티, 사바 알 살렘 경기장 | 승               |
| 3  | 1989년 10월 16일 | 황선홍                 | 1-0  |                        | 1990년 FIFA 월드컵 최종 예선               | 싱가포르, 싱가포르 국립 경기장    | 승               |
| 4  | 1990년 7월 29일  | 황보관                 | 1-0  |                        | 1990년 다이너스티컵                        | 베이징, 노동자 경기장             | 승               |
| 5  | 1990년 10월 11일 | 김주성                 | 1-2  | 윤정수, 탁영빈         | 친선경기                                   | 평양, 릉라도5월1일경기장          | 패               |
| 6  | 1990년 10월 23일 | 황선홍                 | 1-0  |                        | 친선경기                                   | 서울, 서울올림픽주경기장          | 승               |
| 7  | 1992년 8월 24일  | 홍명보                 | 1-1  | 최영선                 | 1992년 다이너스티컵                        | 베이징, 노동자 경기장             | 무               |
| 8  | 1993년 10월 28일 | 고정운, 황선홍, 하석주 | 3-0  |                        | 1994년 FIFA 월드컵 최종 예선 (도하의 기적) | 도하, 카타르 SC 경기장            | 승               |
| 9  | 2005년 8월 4일   |                        | 0-0  |                        | 2005년 동아시아 축구 선수권 대회           | 전주, 전주월드컵경기장            | 무               |
| 10 | 2008년 8월 20일  | 염기훈                 | 1-1  | 정대세                 | 2008년 동아시아 축구 선수권 대회           | 충칭, 충칭 올림픽 스포츠 센터     | 무               |
| 11 | 2008년 3월 26일  |                        | 0-0  |                        | 2010년 FIFA 월드컵 3차 예선                | 상하이, 훙커우 경기장             | 무               |
| 12 | 2008년 6월 22일  |                        | 0-0  |                        | 2010년 FIFA 월드컵 3차 예선                | 서울, 서울월드컵경기장            | 무               |
| 13 | 2008년 9월 10일  | 기성용                 | 1-1  | 홍영조                 | 2010년 FIFA 월드컵 최종 예선               | 상하이, 훙커우 경기장             | 무               |
| 14 | 2009년 4월 1일   | 김치우                 | 1-0  |                        | 2010년 FIFA 월드컵 최종 예선               | 서울, 서울월드컵경기장            | 승               |
| 15 | 2015년 8월 9일   |                        | 0-0  |                        | 2015년 EAFF 동아시안컵                     | 우한, 우한 스포츠 센터            | 무               |
| 16 | 2017년 12월 12일 | 리영철 (자책골)        | 1-0  |                        | 2017년 EAFF 동아시안컵                     | 조후, 아지노모토 스타디움         | 승               |
| 17 | 2019년 10월 15일 |                        | 0-0  |                        | 2022년 월드컵 & 2023년 아시안컵 예선       | 평양, 김일성경기장                | 무               |

## 같이 보기
- 경평축구대항전